# Thành Hưng Hóa

Bản đồ tỉnh lỵ Hưng Hóa năm 1893 thể hiện vị trí thành Hưng Hóa

Thành Hưng Hóa xưa là lỵ sở của đạo thừa tuyên Hưng Hóa, sau đổi là trấn Hưng Hóa (thời Lê Trung hưng), rồi tỉnh Hưng Hóa (thời nhà Nguyễn).
Thành nằm ở ven bờ đầm Dị Nậu thuộc thị trấn Hưng Hóa, huyện Tam Nông, tỉnh Phú Thọ ngày nay.

## Lịch sử

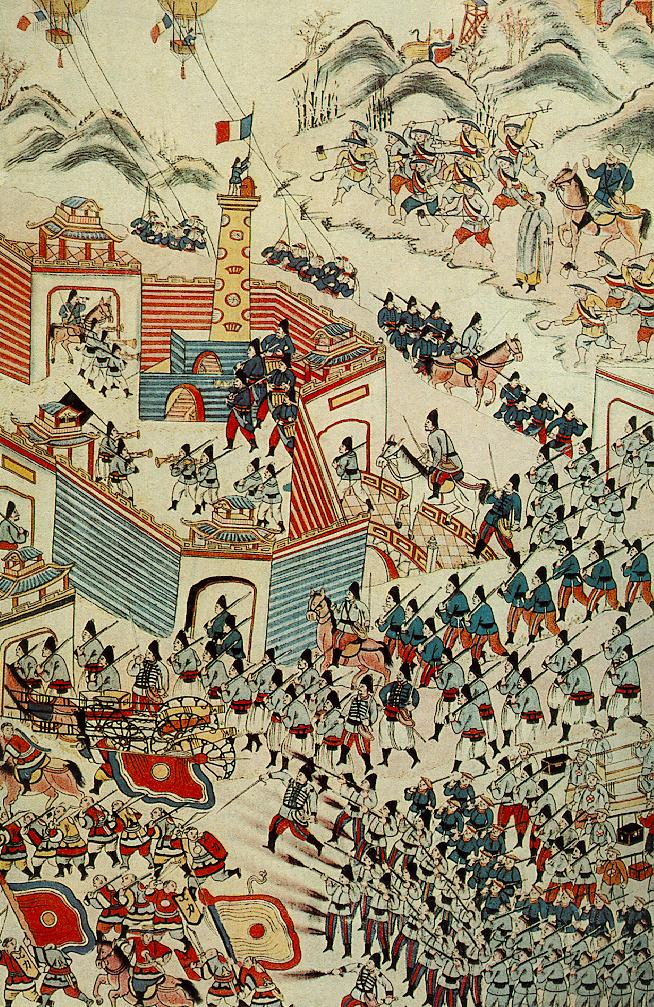
Tranh vẽ quân Pháp tấn công thành Hưng Hóa năm 1884

Tháng 6 âm lịch Năm Quang Thuận thứ bảy (1466) triều Hậu Lê, vua Lê Thánh Tông chia nước Đại Việt thành 13 đạo thừa tuyên thì Hưng Hóa là một trong 13 đơn vị hành chính đó. Những đạo còn lại từ nam ra bắc là Thuận Hóa, Nghệ An, Thanh Hóa, Thiên Trường, Nam Sách, Quốc Oai, Bắc Giang, An Bang, Tuyên Quang, Thái Nguyên, Lạng Sơn, và phủ Trung Đô.
Sang thời nhà Nguyễn, phân chia hành chính thay đổi và đạo thừa tuyên Hưng Hóa chuyển thành tỉnh Hưng Hóa. Thành Hưng Hóa được dùng làm tỉnh lỵ, đặt các dinh phủ của quan sở tại.
Ngày 10 tháng 4 năm 1884 (tức 15 tháng 3 âm lịch), tại khu vực thành Hưng Hóa đã diễn ra cuộc giao tranh quyết liệt giữa quân Pháp và liên quân Việt Nam dưới sự chỉ huy của Hoàng Kế Viêm, Nguyễn Quang Bích cùng với quân Cờ Đen của Lưu Vĩnh Phúc.
Sách Việt Nam sử lược của Trần Trọng Kim viết: 
| “ | Năm 1884... Thiếu tướng Brière de l'Isle đem lữ đoàn thứ nhất theo con đường Sơn Tây lên Hưng Hóa, rồi dàn trận ở bên này sông Đà Giang. Hai bên khởi sự đánh nhau từ sáng ngày rằm tháng 3, đến 2 giờ chiều ngày hôm ấy thì quân Pháp sang sông ở chỗ gần địa hạt huyện Bất Bạt. Chín giờ sáng ngày 16, thì thiếu tướng De Négrier đem lữ đoàn thứ nhì tiếp đến, cả hai lữ đoàn cùng hợp lực tiến lên đánh. Quân Tàu và quân Cờ Đen thấy thế không chống được, bèn đốt cả phố xá, rồi bỏ thành Hưng Hóa rút lên mạn ngược. Còn bọn ông Hoàng Kế Viêm thì kéo lên mạn núi, rồi đi đường thượng đạo rút về Kinh. Trưa ngày 17 thì quân Pháp vào thành Hưng Hóa. Lập tức thiếu tá Coronnat đem một toán quân lên đánh phá đồn Vàng. | ” |

Ngày 19 tháng 4 lực lượng chính quy của Pháp rút về Hà Nội, chỉ để lại một số ít đóng đồn tại Hưng Hóa.
Ngày 1 tháng 5 năm 1895, Toàn quyền Đông Dương ra nghị định thành lập thị xã Hưng Hóa.